# Калифорнийски кондор
Калифорнийският кондор (Gymnogyps californianus) е най-голямата птица в Северна Америка и една от най-големите птици изобщо. Този вид кондори обитава северните части на Аризона, южните части на Юта и Калифорния в Съединените щати, както и най-северозападните райони на Мексико. Цветът му е основно черен, при по-младите екземпляри се среща и сиво оперение с глава с телесен цвят. Големината на калифорнийския кондор достига до 3 метра при разпънати крила.
Фосилната летопис на вида сочи, че преди около 50 000 години, калифорнийският кондор се е срещал из обширни територии на цяла Северна Америка. Като вид е възникнал преди около 200 000 години. Заради избиването му от овчари, бракониери и безпокоенето му от множеството малки летателни апарати – самолети, парапланери и др., през пролетта на 1985 г. видът изчезва в дивата природа. Последните екземпляри са изловени през 1987 г., за да се опита изкуственото им размножаване на закрито. Програмата дава успешни резултати. След като броят на калифорнийските кондори се увеличава, от 1991 г. отново са пускани в дивата природа.